# Свети Кирик (остров)
Остров Свети Кирик, известен също и като остров Св. Кирик и Юлита, е разположен на 250 м северно от Созопол.

## География
Площта на острова е около 80 дка. Свети Кирик е единственият остров по Българското Черноморие, който е свързан с континента посредством вълнолом (изкуствен провлак), изграден през 1927 г. Съоръжението оформя Созополския залив като подкова, в която водата е спокойна дори и при най-лошо време. Свети Кирик заедно с полуостров Столец (Скамний) са най-старата заселена част на Созопол. Предполага се, че на острова се е намирало известното в древността светилище на Аполон със статуята на Каламид.

## История
През 1924 г. на острова започва строителство на рибарско училище за подготовка на професионални кадри и осъвременяване на риболова в Черно море. Същинската идея обаче е малко по-друга. По силата на Ньойския договор България няма право на военноморско училище и затова кадрите от Варна се местят в Созопол, за да бъдат обучавани за „рибари“. До 2005 година на острова има военноморска база на българския военноморски флот. Това е и причината островът да бъде забранена военна територия. На нея са изградени 38 масивни сгради с обща застроена площ над 10 хил. кв. м, три подземни склада и хидротехнически съоръжения, използвани от Министерството на отбраната като военно пристанище. През 2007 година правителството прехвърля стопанисването на острова на МРРБ с намерението той да се превърне в туристическа атракция, което обаче застрашава архитектурно-археологическата, както и биологичната му уникалност.
Още през 1965 година островът е обявен за паметник на културата и е включен в границите на резерват „Созопол“.
От 2009 година се извършват разкопки под ръководството на Кръстина Панайотова.